# Cariba Heine
Cariba Heine, född 1 oktober 1988 i Johannesburg i Sydafrika, är en sydafrikanskfödd australisk skådespelerska och dansare. Hon är känd för sina roller som Rikki Chadwick i TV-serien H2O: Just Add Water, Bridget Sanchez i TV-serien Blue Water High (tredje säsongen) och Caroline Byrne i filmen A Model Daughter: The Killing of Caroline Byrne.
Heine föddes i Sydafrika men flyttade till Australien när hon var tre år gammal, tillsammans med sina föräldrar Michelle och Kevin Heine, samt den tre år äldre brodern Kyle. Modern har tidigare haft en karriär som showgirl.